# Bahnstrecke Ellenserdamm–Ocholt
| |                      |                                          |                                          |
| Streckennummer: | 1534                 |                                          |                                          |
| Kursbuchstrecke (DB): | 221b (1954)          |                                          |                                          |
| Kursbuchstrecke: | 221m (1944, 1946)    |                                          |                                          |
| Spurweite: | 1435 mm (Normalspur) |                                          |                                          |
| |                      |                                          |                                          |
| \| \| \| von Wilhelmshaven \| \| \| \| 0,0 \| Ellenserdamm \| Ellenserdamm \| \| \| \| nach Oldenburg \| \| \| \| 2,6 \| Steinhausen (Oldb) \| Steinhausen (Oldb) \| \| \| \| nach Neuenburg \| \| \| \| 5,6 \| Bockhorn \| Bockhorn \| \| \| \| von Varel \| \| \| \| 8,3 \| Grabstede \| Grabstede \| \| \| 13,6 \| Moorwinkelsdamm \| Moorwinkelsdamm \| \| \| 16,3 \| Eggeloge \| Eggeloge \| \| \| 19,5 \| Linswege \| Linswege \| \| \| 19,6 \| Ende der vorhandenen Gleisanlagen \| Ende der vorhandenen Gleisanlagen \| \| \| 22,6 \| Westerstede (Oldb) \| Westerstede (Oldb) \| \| \| 26,8 \| Südholt \| Südholt \| \| \| \| von Oldenburg \| \| \| \| 29,9 \| Westerstede-Ocholt[1] \| Westerstede-Ocholt[1] \| \| \| \| nach Sedelsberg (früher bis Cloppenburg) \| \| \| \| \| nach Leer \| \| |                      |                                          |                                          |
| Strecke |                      | von Wilhelmshaven                        | von Wilhelmshaven                        |
| ehemaliger Bahnhof | 0,0                  | Ellenserdamm                             | Ellenserdamm                             |
| Abzweig ehemals geradeaus und nach links |                      | nach Oldenburg                           | nach Oldenburg                           |
| Haltepunkt / Haltestelle (Strecke außer Betrieb) | 2,6                  | Steinhausen (Oldb)                       | Steinhausen (Oldb)                       |
| Abzweig geradeaus und von rechts (Strecke außer Betrieb) |                      | nach Neuenburg                           | nach Neuenburg                           |
| Bahnhof (Strecke außer Betrieb) | 5,6                  | Bockhorn                                 | Bockhorn                                 |
| Abzweig geradeaus und nach links (Strecke außer Betrieb) |                      | von Varel                                | von Varel                                |
| Bahnhof (Strecke außer Betrieb) | 8,3                  | Grabstede                                | Grabstede                                |
| Haltepunkt / Haltestelle (Strecke außer Betrieb) | 13,6                 | Moorwinkelsdamm                          | Moorwinkelsdamm                          |
| Bahnhof (Strecke außer Betrieb) | 16,3                 | Eggeloge                                 | Eggeloge                                 |
| Haltepunkt / Haltestelle (Strecke außer Betrieb) | 19,5                 | Linswege                                 | Linswege                                 |
| | 19,6                 | Ende der vorhandenen Gleisanlagen        | Ende der vorhandenen Gleisanlagen        |
| Bahnhof (Strecke außer Betrieb) | 22,6                 | Westerstede (Oldb)                       | Westerstede (Oldb)                       |
| Haltepunkt / Haltestelle (Strecke außer Betrieb) | 26,8                 | Südholt                                  | Südholt                                  |
| Abzweig ehemals geradeaus und von links |                      | von Oldenburg                            | von Oldenburg                            |
| Bahnhof | 29,9                 | Westerstede-Ocholt                       | Westerstede-Ocholt                       |
| Abzweig geradeaus und nach links |                      | nach Sedelsberg (früher bis Cloppenburg) | nach Sedelsberg (früher bis Cloppenburg) |
| Strecke |                      | nach Leer                                | nach Leer                                |

Die Bahnstrecke Ellenserdamm–Ocholt war eine Nebenbahn im nordwestlichen Niedersachsen.

## Geschichte

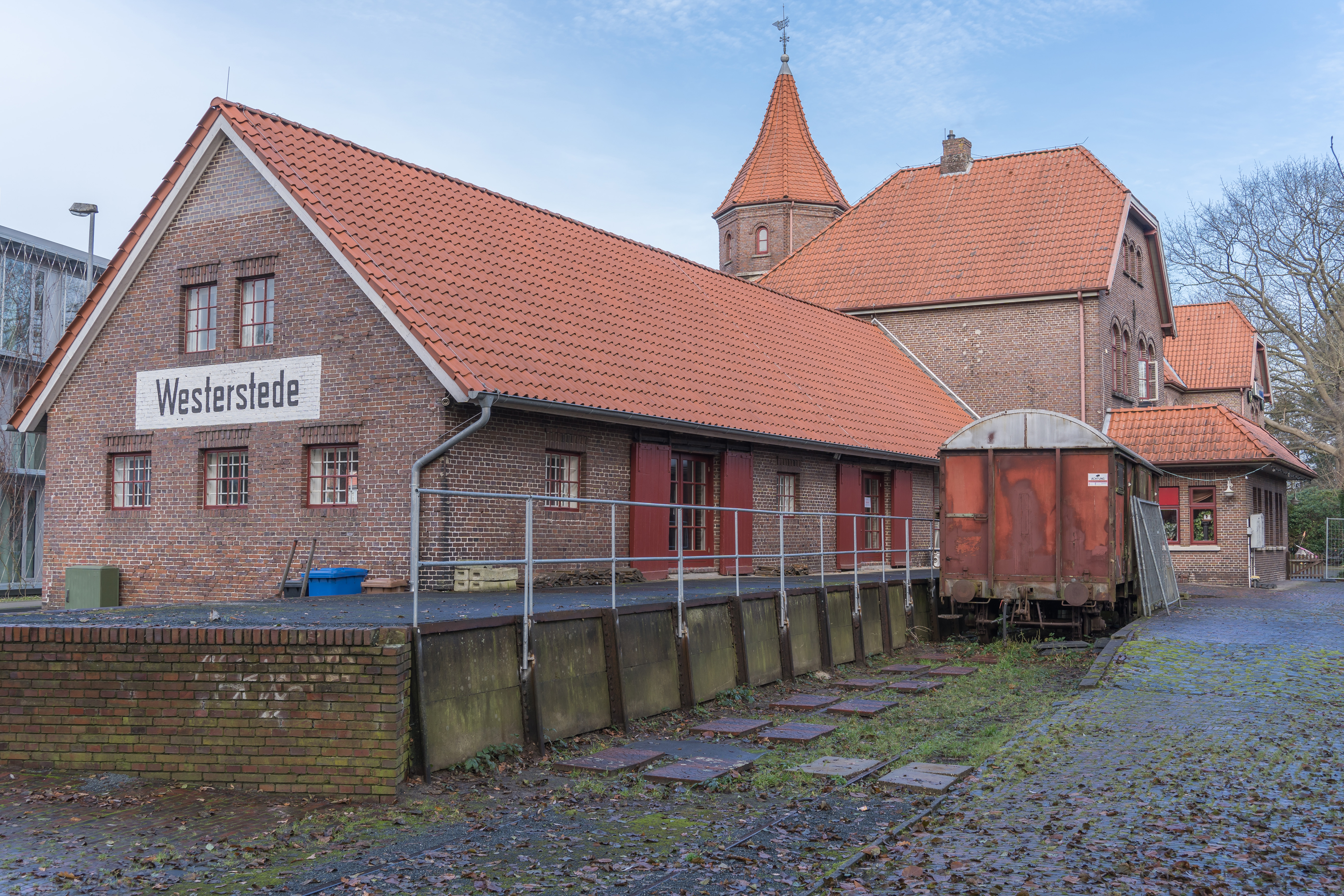
Der alte Bahnhof Westerstede (2020)

Am 1. September 1876 eröffnete die Ocholt-Westersteder Eisenbahngesellschaft die schmalspurige Strecke von Ocholt nach Westerstede. Der Bahnbau war auf Initiative der Gemeinde Westerstede erfolgt, die auch der Gesellschafter der Bahngesellschaft war.
Das Vorhandensein umfangreicher Tonvorkommen förderte die Anlage von Bahnstrecken im Raum Varel. Als Vareler Nebenbahnen wurden dort verschiedene Strecken durch die Großherzoglich Oldenburgische Eisenbahn (GOE) angelegt. So entstand auch die Bahnstrecke von Ellenserdamm an der Bahnstrecke Wilhelmshaven–Oldenburg nach Bockhorn, die am 1. Januar 1893 eröffnet und am 1. November des gleichen Jahres nach Grabstede verlängert wurde.
Durch den Ausbau Wilhelmshavens zum Marinestützpunkt wurde auch der Bedarf an Zufuhrstrecken größer und so gab es Planungen, die bestehende Lücke zwischen Westerstede und Grabstede zu schließen, um die direkte Führung von Zügen aus dem Ruhrgebiet möglich zu machen. Voraussetzung war, die Strecke Ocholt–Westerstede zu verstaatlichen und umzuspuren. Am 27. März 1903 wurde im Oldenburger Landtag ein entsprechendes Gesetz verabschiedet, am 16. Oktober 1904 verkehrte der letzte Zug auf der Schmalspurbahn. Bereits 14 Tage später verkehrte der erste Normalspurzug auf der umgespurten Strecke zwischen Ocholt und Westerstede. Dabei wurde die bestehende Trasse benutzt, nur die Einfahrt nach Ocholt wurde etwas weiter ostwärts angelegt und der Bahnhof Westerstede an neuer Stelle als Durchgangsbahnhof gebaut. Anschließend wurde die Strecke bis Grabstede verlängert und am 1. Oktober 1905 eröffnet. Seitdem war auch durchgehender Zugverkehr möglich. Dabei hatte die Strecke während des Zweiten Weltkrieges im Durchgangsgüterverkehr eine erhebliche Bedeutung.
Im Personenverkehr gab es 1944 drei durchgehende Zugpaare, dazu Verbindungen Westerstede–Ocholt und Bockhorn–Ellenserdamm, nach dem Zweiten Weltkrieg durchgehende Züge von Wilhelmshaven über Varel, Bockhorn und Ocholt nach Cloppenburg. Am 23. Mai 1954 wurde der Personenverkehr eingestellt, auf dem Abschnitt Bockhorn–Ellenserdamm wurde zudem der Güterverkehr aufgegeben. Dies galt ab 1966 auch zwischen Linswege und Grabstede, hier erfolgte unmittelbar danach der Abbau der Gleisanlagen. 1992 endete auf dem nördlichen Streckenstück zwischen Grabstede und Bockhorn, das zuletzt als Anschlussgleis betrieben wurde, der Schienenverkehr.

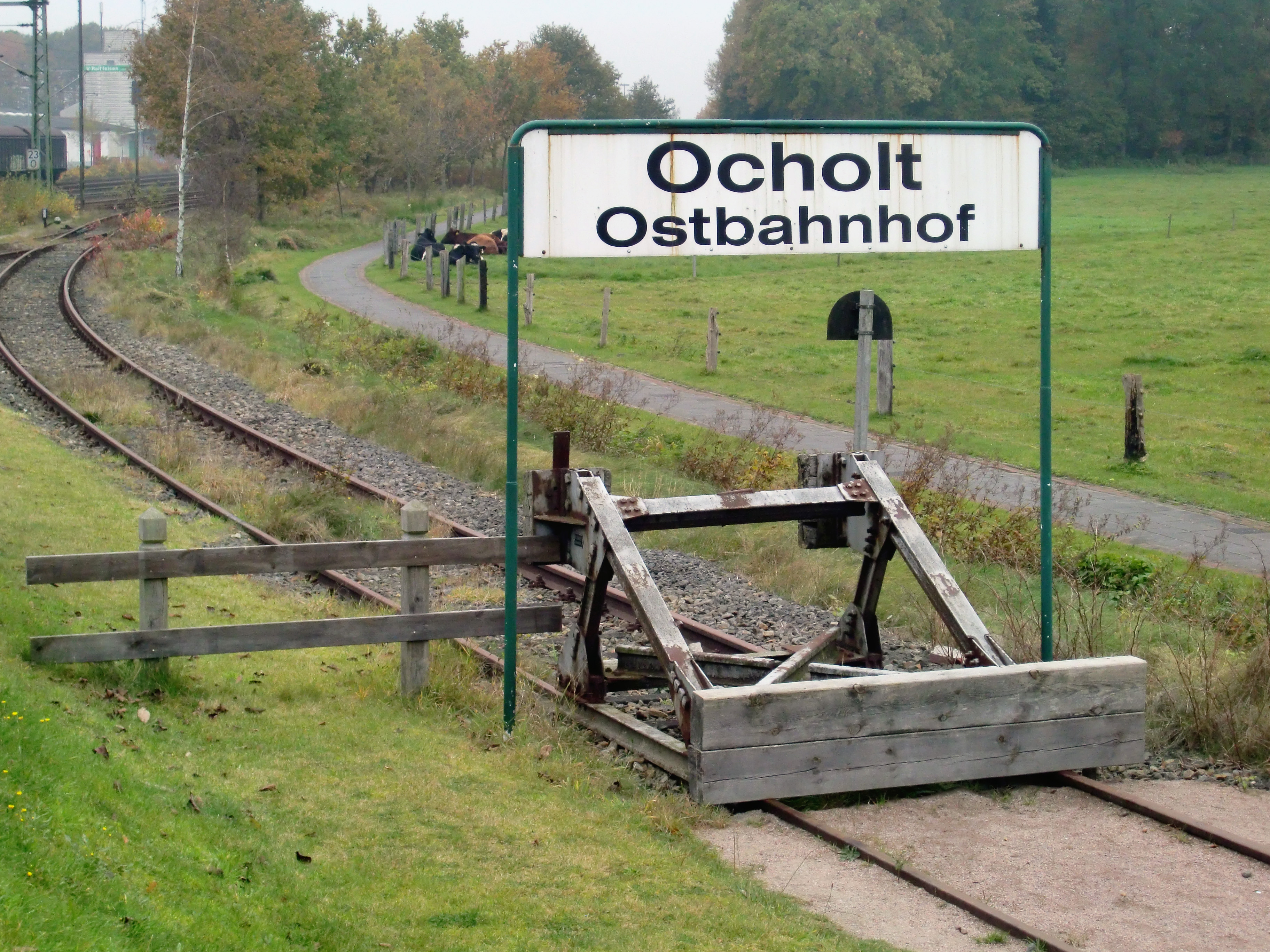
Ende der Draisinenstrecke östlich des Bahnhofes Westerstede-Ocholt

Der Rest zwischen Ocholt und Westerstede wurde noch bis zum 31. Dezember 2001 im Güterverkehr befahren. Hier wurde in den letzten Betriebsjahren ein touristischer Verkehr mit einem Schienenbus der Museumseisenbahn Ammerland-Barßel-Saterland als Ammerländer Schienenbus angeboten. Zum 1. Mai 2003 wurde der Streckenabschnitt stillgelegt. Die Gleisanlagen zwischen Westerstede und Ocholt werden seit 2006 als Draisinenbahn genutzt.

## Zugunglück von 1944
Im Jahre 1944 kam es auf der Strecke beim Bahnhof Moorwinkelsdamm zu einem schweren Zugunglück. Bei dem Frontalzusammenstoß zweier Züge wurden drei Menschen getötet und 16 verletzt.